# Херцог на Кент
Херцог на Кент (на английски: Duke of Kent) е британска благородническа титла по названието на историческата английска област Кент. Титлата е наследствена, връчва се от британския монарх като правило на младшите членове на британското кралско семейство, а след това преминава по наследство към най-големия син. В днешно време принадлежи на потомците на четвъртия син на крал Джордж V, като носител на титлата от 1942 г. насам е Едуард, херцог на Кент, братовчед на Елизабет II и известен като президент на клуба „Ол Ингланд“ (на английски: All England Lawn Tennis and Croquet Club), домакин на тенис турнира Уимбълдън.